# HD 92788 b
HD 92788 b는 육분의자리 방향으로 지구로부터 약 107광년 떨어진 곳에 있는 외계 행성이다. 어머니 항성은 분광형 G의 HD 92788이다. 평균 거리는 0.97 천문단위이며 항성을 1회 도는 데 걸리는 시간은 326일이다. 행성의 최소 질량은 목성의 3.68배이다.

## 참고 문헌
- (영어) Fischer;  외. (2002). “Planetary Companions to HD 12661, HD 92788, and HD 38529 and Variations in Keplerian Residuals of Extrasolar Planets”. 《The Astrophysical Journal》 551 (2): 1107–1118. doi:10.1086/320224. 2019년 12월 7일에 원본 문서에서 보존된 문서. 2009년 6월 21일에 확인함.